# Rogów Legnicki
Rogów Legnicki is een plaats in het Poolse district  Legnicki, woiwodschap Neder-Silezië. De plaats maakt deel uit van de gemeente Prochowice en telt 310 inwoners.